# Budzisław (Goleniów)
Budzisław (do 1945 Butterkamp) – część miasta Goleniowa, położona ok. 1,5 km na wschód od centrum miasta, przy linii kolejowej prowadzącej do Kołobrzegu, nad Strugą Goleniowską, na skraju Równiny Goleniowskiej i Równiny Nowogardzkiej.
W XIX w. w osadzie oprócz zagród mieszkalnych znajdował się folwark rolniczy. Podczas II wojny światowej Budzisław został częściowo zniszczony. Ocalałe budynki mieszkalne zostały włączone do miasta Goleniów.
Obecnie w Budzisławiu znajduje się tylko jedna zagroda (budynek mieszkalny). W okolicy znajdują się stawy rybne. Nieopodal Budzisławia powstają nowe duże osiedla mieszkaniowe Goleniowa: Osiedle Słoneczne Wzgórze oraz Osiedle Zielone Wzgórze.